# Tidsaxel över Europeiska unionens historia
Tidsaxel för Europeiska unionen
- 9 maj 1950 – Frankrikes utrikesminister Robert Schuman presenterar sin plan för ett europeiskt samarbete.
- 18 april 1951 – Parisfördraget undertecknas av företrädare för Belgien, Luxemburg, Italien, Nederländerna, Frankrike och Västtyskland.
- 23 juli 1952 – Parisfördraget träder i kraft och Europeiska kol- och stålgemenskapen upprättas.
- 25 mars 1957 - Romfördragen undertecknas av företrädare för Belgien, Luxemburg, Italien, Nederländerna, Frankrike och Västtyskland.
- 1 januari 1958 – Romfördragen träder i kraft och Europeiska ekonomiska gemenskapen och Europeiska atomenergigemenskapen upprättas.
- 1965–66 - Medlemmarna får vetorätt
- 1966 - Enighet om gemensam jordbrukspolitik
- 1967 - EEC, EURATOM och CECA slås ihop till EG

- 1973 - Nya medlemmar: Danmark, Storbritannien och Irland
- 1973 - Frihandelsavtal EG - EFTA
- 1974 - Europeiska rådet bestående av medlemsländernas stats- och regeringschefer bildas.
- 1979 - EMS: Den europeiska monetära systemet och korgvalutan ecu binder samman EG-valutorna.
- 1979 - Första direktvalen till Europaparlamentet

- 1981 - Grekland blir medlem.
- 1985 - Vitboken. Lista över tekniska handelshinder som förhindrar att det blir en äkta fri marknad.
- 1986 - Portugal och Spanien blir medlemmar.
- 1987 - Enhetsakten, EG:s första större fördragsändring. Majoritetsomröstningar införs i ministerrådet och Europaparlamentet får ökat inflytande.
- 1990 - Tyskland återförenas och den östra delen av Tyskland blir medlem.
- 1992 - Maastrichtfördraget undertecknas
- 1993 - Den 1 november träder Maastrichtfördraget i kraft.
- 1994 - Det tidigare samarbetet inom EG fortsätter och utvidgas till inom ramen för EU.
- 1995 - Finland, Sverige och Österrike blir medlemmar.
- 1997 - Amsterdamfördraget presenteras.
- 1999 - Den ekonomiska och monetära unionen, EMU, startar.

- 2000 - Grunden läggs för att göra EU:s ekonomi till den mest konkurrenskraftiga inom 10 år. Nicefördraget presenteras.
- 2002 - Den 1 januari börjar eurosedlar och euromynt att användas.
- 2004 - Den 1 maj blir Estland, Lettland, Litauen, Polen, Tjeckien, Slovakien, Ungern, Slovenien, Malta och Cypern medlemmar i EU.
- 2007 - Den 1 januari blir Rumänien och Bulgarien medlemmar.
- 2009 - Den 1 december träder Lissabonfördraget i kraft.
- 2013 - 1 juli blir Kroatien medlem i EU.
- 2020 - Storbritannien utträder ur EU.